# Heteropogon scoparius
Heteropogon scoparius är en tvåvingeart som beskrevs av Friedrich Hermann Loew 1847. Heteropogon scoparius ingår i släktet Heteropogon och familjen rovflugor. Inga underarter finns listade i Catalogue of Life.